# Сібірганово
Сібірга́ново (рос. Сибирганово, башк. Себергән) — присілок у складі Бураєвського району Башкортостану, Росія. Входить до складу Каїнликовської сільської ради.
Населення — 34 особи (2010; 44 у 2002).
Національний склад:
- башкири — 100 %